# РИО Панорама
«РИО Панорама» — городская еженедельная общественно-политическая газета, распространяется в Находке, Партизанске и Партизанском районе. Выходит по средам 1 раз в неделю.
Первый номер газеты рекламных объявлений под названием «РИО де Находка» вышел 1 октября 1996 года. Аббревиатура РИО была образована от слов Реклама, Информация, Объявления. 17 декабря 1998 года газета была переименована в «РИО Панорама». В 1996—2007 годах главным редактором была Галина Бровко; с 2007 года эту должность занимает Татьяна Тузюк.
В газете освещаются события, происходящие в городе и крае, деятельность местных организаций и известных жителей города, проводятся опросы общественного мнения, публикуются сообщения рекламного характера. С 2006 года газета была определена (наравне в «Находкинским рабочим») печатным средством массовой информации для обязательного официального опубликования правовых актов органов местного самоуправления Находкинского городского округа нормативного и информационного характера (на основании рамочных соглашений на информационное обслуживание). Газета также часто является источником новостей о Находке для информационных агентств Владивостока.
Одним из корреспондентов газеты является известный в городе музыкант Дмитрий Бабченко — руководитель дальневосточного фестиваля авторской песни «Берег Грина».
В газете также размещаются тематические публикации внештатных корреспондентов и авторов.
В июле 2006 года обозреватели «РИО Панорама» в составе группы приморских журналистов посетили США (по программе «Сотрудничество профессиональных объединений»), где ознакомились с работой американских СМИ.
В 2000 году к газете предъявлялись исковые требования (о защите чести и достоинства) со стороны руководства Находкинского морского нефтеналивного порта за публикацию статьи, посвященной корпоративному конфликту на предприятии. Находкинский городской суд удовлетворил исковое требование истца выплатить компенсацию морального вреда в размере 500 000 рублей.